# Koło (Łódź)
Pour les articles homonymes, voir Koło (homonymie).
Koło (prononciation [ˈkɔwɔ]) est un village de la gmina de Sulejów, du powiat de Piotrków, dans la voïvodie de Łódź, situé dans le centre de la Pologne.
Il se situe à environ 10 kilomètres au nord-ouest de Sulejów (siège de la gmina), 11 kilomètres à l'est de Piotrków Trybunalski (siège du powiat) et 47 kilomètres au sud-est de Łódź (capitale de la voïvodie).
Sa population s'élevait approximativement à 360 habitants en 2012.

## Administration
De 1975 à 1998, le village était attaché administrativement à l'ancienne voïvodie de Piotrków.

Depuis 1999, il fait partie de la nouvelle voïvodie de Łódź.